# María Eugenia Roselló
María Eugenia Roselló (Montevideo, 29 de noviembre de 1981) es una funcionaria y política uruguaya 
Perteneciente al Partido Colorado, que ejerce como Representante Nacional por Montevideo en la XLIX Legislatura desde 2020.

## Biografía
Trabajó como funcionaria en el Fondo de Solidaridad.
Desde 2002 Roselló forma parte del Partido Colorado desde 2002 en la agrupación Banda Joven del Sector Foro Batllista; en 2009 pasó a formar parte del sector Vamos Uruguay hasta 2017 y un año más tarde se unió al sector Ciudadanos liderado por Ernesto Talvi.
Integra la Comisión de Legislación laboral de la Cámara de Representantes, siendo la Presidenta. Integra la Comisión de Derechos Humanos como delegada de sector y la Comisión especial de Equidad y Género. También integra la Comisión por la Conmemoración de los 100 años del Palacio Legislativo.
Fue candidata a edil en 2015. En 2019 fue elegida diputada.  En su actuación parlamentaria, se destaca la propuesta en 2021 de la llamada Ley Federica que beneficia a madres y padres de hijos prematuros.
Desde agosto de 2024 forma parte del panel del programa de debates, Séptimo día.

## Vida personal
Estuvo en pareja con el abogado y político Felipe Schipani, tiene una hija llamada Clara.